# Fantastic (canción)
«Fantastic» es el sexto sencillo lanzado por la cantante Ami Suzuki dentro de su sello Avex Trax. Lanzado en febrero del 2006 en tres formatos: CD, CD Edición Limitada, y CD+DVD.

## Información
Tras el fracaso del sencillo de baladas anterior, con este sencillo se volvió al trance de los anteriores trabajos lanzados por Ami Suzuki bajo Avex, con el toque de Trance y J-Pop, principalmente debido a los arreglos de Ken Harada, quien también puso la principal instrumentación para AROUND THE WORLD. La canción también es la primera de la cantante que fue utilizada dentro de una adaptación a anime del conocido manga en Japón llamado Black Jack, el cual ha tenido bastante sintonía en el país. Se esperaba acaparar más la atención debido a esto, en especial dentro de los fanes del género de la animación japonesa. En una entrevista a Oricon Ami declaró que esperaba tener el apoyo de ese lado del mercado bastante amplio también, lo que sin duda se traduciría en buenas ventas.
También Ami cambió junto al lanzamiento de este sencillo a un estilo retro dentro de la sesión fotográfica y también del video de la canción.
El sencillo logró convertirse en su sencillo mejor vendido en seis meses y dos sencillos con ventas moderadas y algo bajas, vendiendo poco más de 20.000 copias.

## Lista de camciones

### Edición normal
- CD

1. «Fantastic»
Words: Ami Suzuki
Music: Y@suo Ohtani
Arrangement: Ken Harada
2. "Slow Motion" (スローモーション Surō Mōshon?)
Words: Ami Suzuki
Music: Kei Yoshikawa
Arrangement: Keiji Tanabe
3. «Fantastic» (instrumental)

- DVD

1. Fantastic (video clip)

### Edición limitada
- CD

1. «Fantastic»
2. «Fantastic» (instrumental)

- Datos: Q3066575